# Flexometer
Ein Flexometer ist eine Maschine, mit der das Dauerbiegeverhalten eines Materials gemessen werden kann, ohne es zu beschädigen. Flexometer testen das Knickverhalten flexibler Materialien wie beispielsweise Leder, Geweben und textilen Verbundwaren, Kautschuk und ähnlichen Materialien.

## Ablauf einer Prüfung
Das Prüfmaterial wird in das Flexometer eingespannt. Anschließend wird in einstellbarer Geschwindigkeit das Material gebogen und danach wieder auf die Ausgangslage gebracht. Dieser Vorgang wird je nach Material und entsprechender Norm mehrere tausend Mal durchgeführt. Beispielsweise fordern Normen, dass Leder für die Automobilindustrie bis zu 100.000 Knickungen ohne Beschädigung aushalten.
Ist der Vorgang abgeschlossen, wird das Material auf sichtbare Veränderungen geprüft. Auch andere Tests (beispielsweise Zugfestigkeit) können folgen.
Prüfungen mit dem Flexometer sind beispielsweise in der DIN EN ISO 5402-1:2012-03 Leder – Bestimmung der Dauerbiegefestigkeit – Teil 1: Flexometer-Verfahren (ISO 5402-1:2011); Deutsche Fassung EN ISO 5402-1:2011 oder ISO 4666-2 Rubber, vulcanized -- Determination of temperature rise and resistance to fatigue in flexometer testing (ASTM D623) genormt.

## Textilien
Die Flexometerverfahren oder die Flexometerprüfung wird auch eingesetzt, um
- die Knitterfestigkeit bzw. Knitterneigung von Textilien[4]
- das Formhaltevermögen von Einlagen in Oberbekleidung (z. B. Vliesstoffen)[5]
- die Dauerbiegefestigkeit von mit Kautschuk oder Kunststoff beschichteten Textilien (Textillaminate)[6]

zu bestimmen.